# Isingdorf
Isingdorf ist ein Ortsteil von Werther (Westf.) im nordrhein-westfälischen Kreis Gütersloh.

## Geschichte
Vom Mittelalter bis zur Franzosenzeit war Îsingdorf eine Bauerschaft der Vogtei Werther im Amt Sparrenberg der Grafschaft Ravensberg. Von 1807 bis 1810 gehörte Îsingdorf zum Kanton Werther im Departement der Weser des Königreichs Westphalen. Nach der Annexion großer Teile Norddeutschlands durch Napoleon Bonaparte verlief die neue Staatsgrenze zwischen dem Königreich Westphalen und Frankreich zwischen Isingdorf und der Stadt Werther. Während Werther 1811 zum Kaiserreich Frankreich kam, verblieb Isingdorf im Königreich Westphalen und kam zum Kanton Schildesche im Departement der Fulda. Nachdem das Ravensberger Land 1813 wieder an Preußen gefallen war, wurden 1816 in der Provinz Westfalen Kreise gebildet. Isingdorf kam zum neuen Kreis Halle und gehörte dort zum Amt Werther.
Die Gemeinde Isingdorf wurde durch das Bielefeld-Gesetz vom 24. Oktober 1972 mit Wirkung vom 1. Januar 1973 in die Stadt Werther eingegliedert.

### Einwohnerentwicklung
Nachfolgend dargestellt ist die Einwohnerentwicklung von Isingdorf in der Zeit als selbständige Gemeinde. In der Tabelle werden auch die Einwohnerzahlen von 1970 (Volkszählungsergebnis) und 1972 angegeben.

Bevölkerungsentwicklung in Isingdorf
zwischen 1817 und 1965

| Jahr | Einwohner |
| ---- | --------- |
| 1799 | 0596      |
| 1817 | 0636      |
| 1900 | 0980      |
| 1939 | 0843      |
| 1946 | 1335      |
| 1961 | 1262      |
| 1965 | 1323      |
| 1970 | 1276      |
| 1972 | 1428      |

## Persönlichkeiten
- Hans Meyer zum Gottesberge (1883–1931), Bürgermeister von Melle